# Arp 240
Arp 240 là một cặp thiên hà xoắn ốc tương tác nằm trong chòm sao Xử Nữ. Hai thiên hà được liệt kê với nhau như là Arp 240 trong bản đồ các thiên hà đặc biệt(tên tiếng Anh:Atlas of Peculiar Galaxies). Thiên hà bên phải được gọi là NGC 5257 (tên gọi khác theo là UGC 8641, IRAS13373+0105, MCG 0-35-15, UM 598, ZWG 17.5, ARP 2405, VV 55, KCPG 389A, PGC 48330), trong khi thiên hà bên trái được gọi là NGC 5258 (tên gọi khác là UGC 8645, MB, ARP 240CG 0-35-16, ZWG 17.56, KCPG 389, VV 55, PGC 48338). Cả hai thiên hà đều được nối với nhau bằng một "dòng chảy" đám mây khí và bụi theo như ta thấy trong hình ảnh của các thiên hà này.
Thiên hà Arp 240 cách hệ mặt trời khoảng hơn 341 triệu năm ánh sáng, do vẫn giữ được cấu trúc  xoắn ốc, chúng được kết luận rằng là đã tương tác với nhau các đây không lâu.